# Récepteur GABAA
Pour les articles homonymes, voir Gabaa.
 (octobre 2017).
Si vous disposez d'ouvrages ou d'articles de référence ou si vous connaissez des sites web de qualité traitant du thème abordé ici, merci de compléter l'article en donnant les références utiles à sa vérifiabilité et en les liant à la section « Notes et références ».
Les récepteurs GABA de type A (GABAA) sont des récepteurs canaux des membranes des neurones qui sont activés par fixation de l'acide γ-aminobutyrique (GABA). Ces récepteurs ionotropes ont une grande importance en physiologie des mammifères, le GABA étant le principal neurotransmetteur inhibiteur dans le cerveau. 
Ces canaux partagent des propriétés structurales importantes avec les récepteurs à l'acétylcholine ionotropes et les récepteurs à la sérotonine 5HT-3 ionotropes. 
Les canaux GABAA sont la cible de plusieurs molécules pharmacologiques de première importance sur le plan de la santé humaine :
- les benzodiazépines, comme le diazépam.
- les barbituriques
- les alcools, ce qui explique leurs effets anesthésiques
- Les anesthésiques généraux
  - volatils (gazeux), comme l'halothane ou le chloroforme
  - intraveineux, dits hypnotiques, comme le propofol
- convulsivant, comme la picrotoxine

## Canal chlorure

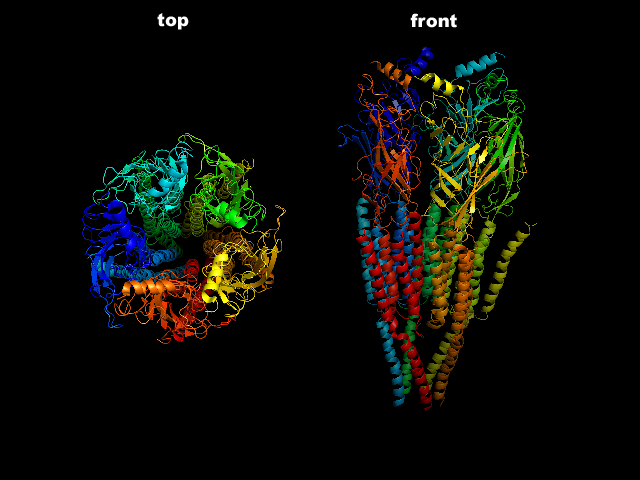
Organisation tridimensionnelle des récepteurs GABA_{A}. Chaque sous-unité est colorée différemment. Top : vue parallèle au plan de la membrane (non représentée), la face extracellulaire est la plus proche de l'observateur. On distingue le pore central de conduction ionique. Front : vue perpendiculaire au plan de la membrane (les ions s'écoulent verticalement)

Le récepteur GABA est composé de cinq sous-unités glycoprotéiques, comprenant chacune entre 450 et 550 acides aminés, qui s'organisent de façon pseudo-symétrique autour d'un pore de conduction des ions chlorures (et bicarbonates). Chaque sous-unité comporte un domaine extra-membranaire contenant les sites de fixation du GABA et d'autres effecteurs, et un domaine hydrophobe membranaire qui définit le pore.
Il existe plusieurs types de sous-unités : alpha, de 1 à 6, bêta, de 1 à 3, gamma, de 1 à 2, delta, pi, thêta. La stœchiométrie la plus communément rencontré (45 % des récepteurs du cerveau) est α1:β2:γ2 (2:2:1).
Après fixation coopérative de deux molécules de GABA, un changement de conformation du récepteur est transmis au pore qui le fait passer d'un état fermé vers un état ouvert, ce qui a pour conséquence de le rendre perméable aux ions chlorures. Ceux-ci s'engouffrent alors dans la cellule et l'hyperpolarisent. Cette hyperpolarisation rend le passage d'une vague de potentiel d'action plus difficile, car le potentiel du neurone s'éloigne du seuil d'activation des canaux sodiques dépendant du voltage. C'est pour cette raison que le GABA est un neurotransmetteur dit inhibiteur.

### Site de liaison des benzodiazépines
Les benzodiazépines se lient au récepteur GABAA sur un site distinct de celui du GABA, situé à l'interface entre les sous-unités alpha et gamma, soit 2 sites de liaisons par récepteur GABAA. Il est à noter que les récepteurs GABAA contenant la sous unité delta ne sont pas sensibles aux benzodiazepines mais aux neurosteroides. Bien que l'on trouve pour des raisons historiques dans la littérature de très nombreuses références aux récepteurs aux benzodiazepines, il convient plutôt de parler de site de liaison, les benzodiazepines étant des modulateurs allostériques positifs (diazepam), négatifs (beta-carbolines) ou neutres (flumazenil) des récepteurs GABAA.

### Effet de l'éthanol
Le récepteur GABAA possède une certaine affinité pour l'éthanol. Lorsque cette substance est présente dans l'organisme (souvent par suite d'absorption de boissons alcoolisées)
elle se retrouve, par le biais du système sanguin, dans le système nerveux central. L'éthanol pourra alors aller se lier au GABAA et augmenter son potentiel de réponse au GABA, c'est-à-dire qu'une moins grande quantité de GABA pourra causer la rentrée d'une quantité équivalente d'ions chlorures.
Puisque le GABA est un neurotransmetteur inhibiteur, une augmentation de son effet risque de causer une certaine altération des fonctions cérébrales, comme un temps réflexe augmenté et des facultés motrices et intellectuelles diminuées. 

#### Effet de tolérance à l'alcool
Le récepteur GABAA semble jouer un rôle important dans le développement d'une tolérance physiologique à l'alcool . En effet, la consommation chronique de boissons alcoolisées (et donc d'éthanol) peut amener un changement de conformation des sous-unités du GABAA. À la longue, cela peut diminuer l’affinité du récepteur à l'éthanol et donc causer une certaine tolérance: la même quantité d'éthanol causerait des effets moindres.

## Famille des récepteurs "cys-loop"
Les canaux GABAA appartiennent à la famille des canaux à cinq sous-unités contenant un pont disulfure caractéristique dans la partie extracellulaire ("cys-loop"). Les autres canaux de cette famille sont les récepteurs à l'acétylcholine musculaires et neuronaux, les récepteurs à la sérotonine (5-HT3), les récepteurs à la glycine de la moelle épinière, les récepteurs au glutamate (chez les insectes).